# Slovenija na Poletnih olimpijskih igrah 2012
Slovenija na Poletih olimpijskih igrah 2012 v Londonu. To je šesti nastop na poletih olimpijskih igrah za Slovenijo, ki jo zastopa petinšestdeset športnikov v sedemnajstih športih. Zastavonoša na otvoritveni slovesnosti je bil Peter Kauzer.

## Dobitniki medalj
| Medalja | Športnik               | Šport     | disciplina                    | datum    |
| ------- | ---------------------- | --------- | ----------------------------- | -------- |
| Zlato   | Urška Žolnir           | Judo      | ženske do 63 kg               | 31.julij |
| Srebro  | Primož Kozmus          | Atletika  | Met kladiva                   | 5.avgust |
| Bron    | Iztok Čop in Luka Špik | Veslanje  | dvojni dvojec                 | 2.avgust |
| Bron    | Rajmond Debevec        | Strelstvo | 50 metrov MK puška leže moški | 3.avgust |

## Udeleženci po športu

### Atletika
- Primož Kozmus
- Martina Ratej
- Marija Šestak
- Tina Šutej
- Rožle Prezelj
- Primož Kobe
- Matija Kranjc
- Marina Tomić
- Barbara Špiler
- Brent LaRue
- Žana Jereb
- Sonja Roman

### Badminton
- Maja Tvrdy

### Gimnastika
- Saša Golob

### Jadranje
- Vasilij Žbogar
- Karlo Hmeljak
- Tina Mrak
- Teja Černe

### Judo
- Rok Drakšič
- Matjaž Ceraj
- Vesna Đukić
- Urška Žolnir
- Raša Sraka Vuković
- Lucija Polavder
- Ana Velenšek
- Aljaž Sedej

### Lokostrelstvo
- Klemen Štrajhar

### Kajak-kanu na divjih vodah
- Peter Kauzer
- Luka Božič
- Sašo Taljat
- Eva Terčelj
- Benjamin Savšek

### Kajak-kanu na mirnih vodah
- Špela Ponomarenko Janić

### Cestno kolesarstvo
- Polona Batagelj
- Grega Bole
- Jani Brajkovič
- Borut Božič

### Gorsko kolesarstvo
- Blaža Klemenčič
- Tanja Žakelj

### Namizni tenis
- Bojan Tokić

### Plavanje
- Anja Klinar
- Peter Mankoč
- Sara Isaković
- Tanja Šmid
- Damir Dugonjič
- Robert Žbogar
- Anja Čarman
- Tjaša Oder
- Tjaša Vozel
- Urša Bežan
- Mojca Sagmeister
- Nastja Govejšek

### Strelstvo
- Rajmond Debevec
- Boštjan Maček
- Živa Dvoršak

### Taekvondo
- Nuša Rajher
- Franka Anić
- Ivan Trajkovič

### Tenis
- Polona Hercog
- Katarina Srebotnik
- Andreja Klepač
- Blaž Kavčič

### Triatlon
- Mateja Šimic

### Veslanje
- Luka Špik
- Iztok Čop